# Crossandra spinosa
Crossandra spinosa là một loài thực vật có hoa trong họ Ô rô. Loài này được Beck mô tả khoa học đầu tiên năm 1888.